# Constant Paillard-Ducléré
Pour les articles homonymes, voir Paillard-Ducléré.
Constant Paillard-Ducléré, né le 17 novembre 1776, mort le 28 avril 1839 à Laval, est un maître de forges et homme politique français, maire d'Olivet, député de la Mayenne de 1817 à 1839 et l'un des plus riches propriétaires de la région.

## Biographie

### Famille
Il est originaire d'une famille lavalloise qui se titrait avant la Révolution française des surnoms de Villamis, de La Houisière, du Cléré et du Bignon. Il est le fils de François Paillard, sieur du Cléré (Argentré), notaire, marchand drapier et fermier des octrois, et de Thérèse-Joséphine Morin,.
Il épouse Louise Juteau, fille du chevalier Nicolas-Louis Juteau, dont il a :
1. Clémentine Paillard-Ducléré (Laval, 1806 - Paris, 1882), qui épousa en 1828 le comte Camille de Montalivet, et nombreuse postérité, notamment dans les familles Georges-Picot et Giscard d'Estaing ;
2. Constant-Louis Paillard-Ducléré (Laval, 1808 - Paris, 1879), député de la Sarthe de 1838 à 1848.

### Révolution française
Il prit d'abord à ferme avec son frère et plusieurs associés puis acquit du prince de La Trémoïlle, le 21 avril 1818 les forges de Port-Brillet et leurs dépendances en bois, étangs, etc.
Il est désigné comme un des Grands notables du Premier Empire du département de la Mayenne.

### Vie politique
Il n'entra dans la vie politique qu'à la seconde Restauration, ayant été élu député du grand collège de la Mayenne, aux élections législatives de 1817, par 465 voix (824 votants, 1 273 inscrits), contre 324 à M. de Hercé. Réélu aux élections législatives de 1819, par 610 voix (970 votants, 1 367 inscrits), il siégea d'abord au côté gauche, puis vota avec la droite pour les nouvelles lois contre la liberté de la presse et la liberté individuelle, et pour la réforme électorale. Il quitte le parlement au renouvellement de 1824.
Il fut de nouveau comme candidat libéral pour le 2e arrondissement électoral de la Mayenne (Château-Gontier), le 10 juin 1828, et représenta cette circonscription jusqu'à sa mort.
Il fut élu en remplacement de M. de Farcy décédé, par 125 voix (246 votants, 275 inscrits), contre 101 voix au marquis de Préaulx, et lui renouvela successivement son mandat :
- aux élections législatives de 1830, par 140 voix (264 votants, 284 inscrits), contre 118 au marquis de Préaulx ;
- aux élections législatives de 1831, par 132 voix (243 votants, 373 inscrits), contre 108 à M. Urbain Chartier ;
- aux élections législatives de 1834, par 162 voix (317 votants, 391 inscrits), contre 75 à M. de Châteaubriand, et 61 à Charles-Guillaume Sourdille de La Valette ;
- aux élections législatives de 1837, par 238 voix (303 votants, 458 inscrits)
- aux élections législatives de 1839, par 209 voix (301 votants)[4].

Après avoir prêté serment au gouvernement de Louis-Philippe, M. Paillard-Ducléré approuva les lois de septembre et de disjonction, et soutint surtout le Gouvernement Louis Mathieu Molé, dont son gendre, Camille de Montalivet, faisait partie, contre la coalition. 
Nommé par ordonnance du gouvernement de la monarchie de Juillet le 7 janvier 1831, membre du conseil général de la Mayenne, il est ensuite élu aux élections cantonales de 1833 dans la Mayenne, il est conseiller général du canton de Loiron, jusqu'à sa mort.
Pendant cette période, il laisse la direction de l'établissement métallurgique de Port-Brillet à son frère cadet qui lui écrit quotidiennement. Cette correspondance est conservée aux archives de la Sarthe. Leur clientèle était principalement de la région Domfront-Tinchebray.
Il se disait l'obligé de ceux qui lui confiaient leurs réclamations. Son fils Constant-Louis Paillard-Ducléré, député de la Sarthe, et le comte de Montalivet, son gendre, assistaient à sa sépulture, à Port-Brillet.

## Sources
- « Constant Paillard-Ducléré », dans Alphonse-Victor Angot et Ferdinand Gaugain, Dictionnaire historique, topographique et biographique de la Mayenne, Laval, A. Goupil, 1900-1910 [détail des éditions] (BNF 34106789, présentation en ligne), t. III
- « Constant Paillard-Ducléré », dans Adolphe Robert et Gaston Cougny, Dictionnaire des parlementaires français, Edgar Bourloton, 1889-1891 [détail de l’édition]

### Sources partielles utilisées par l'Abbé Angot
- Registre paroissial de Laval.
- Archives nationales, F/1b, II, Mayenne, 2 ; F/1c, III, Mayenne, 8.
- Archives départementales de la Mayenne, Registre du Directoire : Correspondances administratives
- Annonces de Laval, 1839.
- Jules Chappée, Le Port-Brillet.